# 山口素弘
山口 素弘（やまぐち もとひろ、1969年1月29日 - ）は、群馬県高崎市出身の元プロサッカー選手（元日本代表キャプテン）、サッカー指導者（JFA 公認S級コーチ）、サッカー解説者。現役時代のポジションはMF、主にボランチ。

## クラブ経歴
1984年、前橋育英高等学校入学。1985年、鳥取国体に群馬県代表として出場。1987年1月、全国高校サッカー選手権大会に出場。
1987年4月、東海大学に入学。1988年、全日本大学サッカー選手権大会で優勝（東海大学はこの年が同大会へ初出場であり、この年を含めて6年連続で決勝に進出した）。関東選抜（対関西選抜戦）に選出され、同試合にてMVPに選出される。また、1学年下で礒貝洋光、澤登正朗が加入し、ポジションを守備的ミッドフィルダーに移す。1989年、全日本大学サッカー選手権大会で準優勝。1990年、全日本大学サッカー選手権大会で2度目の優勝。同年、ユニバーシアード（サッカー競技）日本代表に選出される。
1991年4月、全日空に入社、全日空サッカークラブ（後に横浜フリューゲルス）の選手となる。当時の監督は加茂周。1992年、Jリーグの前哨戦であったナビスコカップに出場。Jリーグの開幕した1993年、8月14日の対浦和戦にてJリーグ初ゴール。1994年1月1日、天皇杯決勝で鹿島アントラーズを破り優勝。1995年8月、第1回アジアスーパーカップで優勝。1996年は28試合8ゴールとキャリアベストのゴールを決めるなど、Jリーグベストイレブンに選出され、1997年は2ndステージ第5節、8月16日の鹿島アントラーズ戦でボランチとしては珍しいハットトリックを達成するなど、2年連続でJリーグベストイレブンに選出された。
1998年10月29日、横浜フリューゲルスと横浜マリノス（現:横浜F・マリノス）の合併が発表されたが移籍せず12月に名古屋グランパスエイトへの移籍を発表。1999年1月1日、横浜フリューゲルスの最後の試合となった天皇杯決勝では清水エスパルスを破り優勝し、キャプテンとして優勝杯を掲げた。
2000年1月1日、移籍後の名古屋においても天皇杯優勝。2002年12月、名古屋から戦力外通告を受けて、アルビレックス新潟に移籍。2003年11月23日、新潟がJ2で優勝し、J1昇格を果たす。2004年12月4日、新潟県中越地震チャリティーマッチにジーコジャパンドリームチームの一員として出場。
2005年8月16日、新潟からJ2の横浜FCへの期限付き移籍が発表された。2006年、横浜FCに完全移籍 J2優勝とJ1昇格に大きく貢献した。2007年、キャプテンとしてチームを牽引。シーズン終了を待たずして戦力外通告を受け、現役引退。J1通算362試合37ゴール、J2通算106試合4ゴールの成績を残した。

## 代表経歴
1995年1月、フリューゲルス時代に指導を受けた加茂周監督により日本代表に選出され、キング・ファハド・カップでのナイジェリア戦で代表デビューを果たした。同年ダイナスティカップの韓国戦で代表初ゴールを決めた。
1997年、フランスW杯アジア最終予選では8試合全てに出場、9月28日の韓国戦では自身のキャリアを代表するゴールをループシュートで決めたが、このゴールが代表最後のゴールとなった。アジア第3代表決定戦となったイラン戦でも先発出場、勝利に貢献、日本代表のワールドカップ初出場に貢献した。
1998年6月、フランスW杯では全3試合に先発フル出場した。

## 現役引退後
引退後は主にサッカー指導者、サッカー解説者として活躍。2008年4月よりJFAアンバサダーとして若年層に対する技術指導や普及活動にも従事した。
2009年にJリーグの監督に必要なS級コーチ資格を取得し、2012年3月21日、古巣である横浜FCに前監督のシーズン途中解任を受け監督として就任、第5節より指揮を執った。相馬直樹、秋田豊に次ぐ、3人目のW杯出場経験者の監督となる。監督初年度のシーズンは前監督解任時に最下位だったチームを立て直し、第9節にて監督初勝利を皮切りに最終的にはJ1昇格プレーオフへ進出するなどの好成績を残した。が2年目の2013年以降は優勝争いに絡めず中位止まりの成績に終始。「クラブとの意見の相違」を理由に足かけ3年に渡った任を退いた。
2015年6月、日本サッカー協会技術委員（強化部会員）に就任し、Jリーグ・アンダー22選抜のコーチに登録された。
2018年には、名古屋グランパスの育成部門のトップである「アカデミーダイレクター」に就任。16年ぶりとなる名古屋への復帰となった。
また、2020年からは名古屋グランパスに新設された役職「執行役員フットボール統括」に就任。トップチームからアカデミーまで、チームのフットボール全体を統括しつつ、経営面でも役員として携わることになった。
さらに、2021年からは名古屋グランパスの「執行役員ゼネラルマネージャー」に就任した。

## エピソード
- 1997年のフランスW杯アジア最終予選第3戦、国立霞ヶ丘競技場陸上競技場で行われた韓国戦でのループシュートは、1985年の木村和司のメキシコW杯アジア最終予選対韓国戦のフリーキックと並び、伝説と称されている[8]。
- 大学卒業後、全日空/フリューゲルスから横浜FCまでの17シーズン中14シーズン、所属した4クラブの全てでキャプテンを務めた。そして4クラブ全てに於いて、リーグ戦、カップ戦等の優勝タイトルをもたらしている。
- 2007年のインタビュー[15] によると、山口は名古屋や新潟に在籍した時も自宅を横浜に残していたが、フリューゲルスからF・マリノスに移管されたかつての練習場、東戸塚トレーニングセンターには全く近付かなかったとしている。そして、横浜FCがこの練習場を2006年に引き継いだ際、山口はフリューゲルス時代と同じ場所に自分のロッカーを置いた。
- 引退後に自身の引退試合を企画していたが、「フリューゲルス」の名称を使う許可が横浜F・マリノスより下りなかったため、開催を断念した。

## 所属クラブ
- 1984年 - 1987年 前橋育英高等学校
- 1987年 - 1991年 東海大学（東海大学体育会サッカー部）
- 1991年 - 1998年 全日空サッカークラブ / 横浜フリューゲルス
- 1999年 - 2002年 名古屋グランパスエイト
- 2003年 - 2005年8月 アルビレックス新潟
- 2005年8月 - 2007年 横浜FC

## 個人成績
| 国内大会個人成績 | 国内大会個人成績 | 国内大会個人成績 | 国内大会個人成績 | 国内大会個人成績 | 国内大会個人成績            | 国内大会個人成績 | 国内大会個人成績  | 国内大会個人成績 | 国内大会個人成績 | 国内大会個人成績 | 国内大会個人成績 |
| 年度             | クラブ           | 背番号           | リーグ           | リーグ戦         | リーグ戦                    | リーグ杯         | リーグ杯          | オープン杯       | オープン杯       | 期間通算         | 期間通算         |
| 年度             | クラブ           | 背番号           | リーグ           | 出場             | 得点                        | 出場             | 得点              | 出場             | 得点             | 出場             | 得点             |
| 日本             | 日本             | 日本             | 日本             | リーグ戦         | リーグ戦                    | JSL杯/ナビスコ杯 | JSL杯/ナビスコ杯  | 天皇杯           | 天皇杯           | 期間通算         | 期間通算         |
| ---------------- | ---------------- | ---------------- | ---------------- | ---------------- | --------------------------- | ---------------- | ----------------- | ---------------- | ---------------- | ---------------- | ---------------- |
| 1990-91          | 全日空           | 32               | JSL1部           | 0                | 0                           | -                | -                 | -                | -                | 0                | 0                |
| 1991-92          | 全日空           | 23               | JSL1部           | 22               | 1                           | 1                | 1                 |                  |                  |                  |                  |
| 1992             | 横浜F            | -                | J                | -                | -                           | 6                | 0                 | 2                | 0                | 8                | 0                |
| 1993             | 横浜F            | -                | J                | 35               | 3                           | 6                | 1                 | 4                | 0                | 45               | 4                |
| 1994             | 横浜F            | -                | J                | 34               | 2                           | 1                | 0                 | 2                | 0                | 37               | 2                |
| 1995             | 横浜F            | -                | J                | 41               | 3                           | -                | -                 | 1                | 0                | 42               | 3                |
| 1996             | 横浜F            | -                | J                | 28               | 8                           | 14               | 5                 | 1                | 0                | 43               | 13               |
| 1997             | 横浜F            | 5                | J                | 19               | 6                           | 1                | 0                 | 5                | 1                | 25               | 7                |
| 1998             | 横浜F            | 5                | J                | 34               | 7                           | 0                | 0                 | 5                | 0                | 39               | 7                |
| 1999             | 名古屋           | 6                | J1               | 29               | 2                           | 6                | 0                 | 5                | 0                | 40               | 2                |
| 2000             | 名古屋           | 6                | J1               | 28               | 1                           | 6                | 1                 | 2                | 0                | 36               | 2                |
| 2001             | 名古屋           | 6                | J1               | 28               | 1                           | 6                | 0                 | 0                | 0                | 34               | 1                |
| 2002             | 名古屋           | 6                | J1               | 25               | 2                           | 6                | 0                 | 0                | 0                | 31               | 2                |
| 2003             | 新潟             | 8                | J2               | 42               | 4                           | -                | -                 | 3                | 0                | 45               | 4                |
| 2004             | 新潟             | 8                | J1               | 29               | 2                           | 5                | 0                 | 0                | 0                | 34               | 2                |
| 2005             | 新潟             | 8                | J1               | 12               | 0                           | 3                | 0                 | -                | -                | 15               | 0                |
| 2005             | 横浜FC           | 30               | J2               | 18               | 0                           | -                | -                 | 2                | 0                | 20               | 0                |
| 2006             | 横浜FC           | 6                | J2               | 46               | 0                           | -                | -                 | 0                | 0                | 46               | 0                |
| 2007             | 横浜FC           | 6                | J1               | 20               | 0                           | 3                | 0                 | 2                | 0                | 25               | 0                |
| 通算             | 日本             | 日本             | J1               | 362              | 37                          | 63               | 7                 | 29               | 1                | 454              | 45               |
| 通算             | 日本             | 日本             | J2               | 106              | 4                           | -                | -                 | 5                | 0                | 111              | 4                |
| 通算             | 日本             | 日本             | JSL1部           | 22               | 1\|\|\|1\|\|1\|\|\|\|\|\|\| |                  |                   |                  |                  |                  |                  |
| 総通算           | 総通算           | 総通算           | 総通算           | 490              | 42                          | 64               | 8\|\|\|\|\|\|\|\| |                  |                  |                  |                  |

その他の公式戦
- 1991年
  - コニカカップ 4試合0得点
- 1994年
  - XEROX SUPER CUP 1試合0得点
- 2000年
  - XEROX SUPER CUP 1試合0得点

国際試合
- 2000/01 アジアカップウィナーズカップ 4試合0得点

出場歴
- Jリーグ初出場：1993年5月16日 対清水エスパルス戦 (三ツ沢公園球技場)[1]
- Jリーグ初得点：1993年8月14日 対鹿島アントラーズ戦 (茨城県立カシマサッカースタジアム)[1]
- JSL（1部）初出場：1991年9月15日 対松下電器戦 (三ツ沢球技場)
- JSL（1部）初得点：1992年2月9日 対松下電器戦 (神戸総合運動公園ユニバー記念競技場)

## 代表歴
- 日本代表初出場：1995年1月6日 対ナイジェリア戦 (リヤド)
- 日本代表初得点：1995年2月26日 対韓国戦 (香港)

### 出場大会など
- 1990年 ユニバーシアード
- 1995年 キング・ファハド・カップ、ダイナスティカップ、キリンカップ、アンブロカップ
- 1996年 カールスバーグカップ、キリンカップ、AFCアジアカップ
- 1997年 フランスW杯アジア予選（1次・最終）、キングスカップ、キリンカップ、JOMOカップ
- 1998年 フランスW杯、ダイナスティカップ、キリンカップ

### 試合数
- 国際Aマッチ 58試合 4得点(1995年 - 1998年)[2]

| 日本代表 | 国際Aマッチ | 国際Aマッチ |
| 年       | 出場        | 得点        |
| -------- | ----------- | ----------- |
| 1995     | 14          | 1           |
| 1996     | 13          | 2           |
| 1997     | 22          | 1           |
| 1998     | 9           | 0           |
| 通算     | 58          | 4           |

### 出場
| No. | 開催日         | 開催都市       | スタジアム                                 | 対戦相手         | 結果        | 監督     | 大会                         |
| --- | -------------- | -------------- | ------------------------------------------ | ---------------- | ----------- | -------- | ---------------------------- |
| 1.  | 1995年01月06日 | リヤド         |                                            | ナイジェリア     | ●0-3        | 加茂周   | インターコンチネンタル選手権 |
| 2.  | 1995年01月08日 | リヤド         |                                            | アルゼンチン     | ●1-5        | 加茂周   | インターコンチネンタル選手権 |
| 3.  | 1995年02月15日 | シドニー       |                                            | オーストラリア   | ●1-2        | 加茂周   | 国際親善試合                 |
| 4.  | 1995年02月21日 | 香港           |                                            | 韓国             | △1-1        | 加茂周   | ダイナスティカップ           |
| 5.  | 1995年02月23日 | 香港           |                                            | 中華人民共和国   | ○2-1        | 加茂周   | ダイナスティカップ           |
| 6.  | 1995年02月26日 | 香港           |                                            | 韓国             | △2-2(PK5-3) | 加茂周   | ダイナスティカップ           |
| 7.  | 1995年05月21日 | 広島県         | 広島広域公園陸上競技場                     | スコットランド   | △0-0        | 加茂周   | キリンカップ                 |
| 8.  | 1995年05月28日 | 東京都         | 国立霞ヶ丘競技場陸上競技場                 | エクアドル       | ○3-0        | 加茂周   | キリンカップ                 |
| 9.  | 1995年06月03日 | ロンドン       |                                            | イングランド     | ●1-2        | 加茂周   | アンブロカップ               |
| 10. | 1995年06月06日 | リバプール     |                                            | ブラジル         | ●0-3        | 加茂周   | アンブロカップ               |
| 11. | 1995年06月10日 | ノッティンガム |                                            | スウェーデン     | △2-2        | 加茂周   | アンブロカップ               |
| 12. | 1995年08月06日 | 京都府         | 京都市西京極総合運動公園陸上競技場兼球技場 | コスタリカ       | ○3-0        | 加茂周   | 国際親善試合                 |
| 13. | 1995年08月09日 | 東京都         | 国立霞ヶ丘競技場陸上競技場                 | ブラジル         | ●1-5        | 加茂周   | サン・スパークカップ         |
| 14. | 1995年09月20日 | 東京都         | 国立霞ヶ丘競技場陸上競技場                 | パラグアイ       | ●1-2        | 加茂周   | デサント・アディダスマッチ   |
| 15. | 1996年02月10日 | ウォロンゴン   |                                            | オーストラリア   | ○4-1        | 加茂周   | 国際親善試合                 |
| 16. | 1996年02月14日 | メルボルン     |                                            | オーストラリア   | ●0-3        | 加茂周   | 国際親善試合                 |
| 17. | 1996年02月19日 | 香港           |                                            | ポーランド       | ○5-0        | 加茂周   | カールスバーグカップ         |
| 18. | 1996年02月22日 | 香港           |                                            | スウェーデン     | △1-1(PK4-5) | 加茂周   | カールスバーグカップ         |
| 19. | 1996年05月26日 | 東京都         | 国立霞ヶ丘競技場陸上競技場                 | ユーゴスラビア   | ○1-0        | 加茂周   | キリンカップ                 |
| 20. | 1996年05月29日 | 福岡県         | 東平尾公園博多の森球技場                   | メキシコ         | ○3-2        | 加茂周   | キリンカップ                 |
| 21. | 1996年08月25日 | 大阪府         | 長居陸上競技場                             | ウルグアイ       | ○5-3        | 加茂周   | 国際親善試合                 |
| 22. | 1996年09月11日 | 東京都         | 国立霞ヶ丘競技場陸上競技場                 | ウズベキスタン   | ○1-0        | 加茂周   | JFA75周年記念試合            |
| 23. | 1996年10月13日 | 愛知県         | 神戸総合運動公園ユニバー記念競技場         | チュニジア       | ○1-0        | 加茂周   | プーマカップ                 |
| 24. | 1996年12月06日 | アル・アイン   |                                            | シリア           | ○2-1        | 加茂周   | アジアカップ                 |
| 25. | 1996年12月09日 | アル・アイン   |                                            | ウズベキスタン   | ○4-0        | 加茂周   | アジアカップ                 |
| 26. | 1996年12月12日 | アル・アイン   |                                            | 中華人民共和国   | ○1-0        | 加茂周   | アジアカップ                 |
| 27. | 1996年12月15日 | アル・アイン   |                                            | クウェート       | ●0-2        | 加茂周   | アジアカップ                 |
| 28. | 1997年02月09日 | バンコク       |                                            | タイ             | △1-1        | 加茂周   | キングスカップ               |
| 29. | 1997年02月13日 | バンコク       |                                            | スウェーデン     | ●0-1        | 加茂周   | キングスカップ               |
| 30. | 1997年03月15日 | バンコク       |                                            | タイ             | ●1-3        | 加茂周   | 国際親善試合                 |
| 31. | 1997年03月23日 | マスカット     |                                            | オマーン         | ○1-0        | 加茂周   | ワールドカップ予選           |
| 32. | 1997年03月25日 | マスカット     |                                            | マカオ           | ○10-0       | 加茂周   | ワールドカップ予選           |
| 33. | 1997年03月27日 | マスカット     |                                            | ネパール         | ○6-0        | 加茂周   | ワールドカップ予選           |
| 34. | 1997年05月21日 | 東京都         | 国立霞ヶ丘競技場陸上競技場                 | 韓国             | △1-1        | 加茂周   | ワールドカップ記念試合       |
| 35. | 1997年06月08日 | 東京都         | 国立霞ヶ丘競技場陸上競技場                 | クロアチア       | ○4-3        | 加茂周   | キリンカップ                 |
| 36. | 1997年06月15日 | 大阪府         | 長居陸上競技場                             | トルコ           | ○1-0        | 加茂周   | キリンカップ                 |
| 37. | 1997年06月22日 | 東京都         | 国立霞ヶ丘競技場陸上競技場                 | マカオ           | ○10-0       | 加茂周   | ワールドカップ予選           |
| 38. | 1997年06月25日 | 東京都         | 国立霞ヶ丘競技場陸上競技場                 | ネパール         | ○3-0        | 加茂周   | ワールドカップ予選           |
| 39. | 1997年06月28日 | 東京都         | 国立霞ヶ丘競技場陸上競技場                 | オマーン         | △1-1        | 加茂周   | ワールドカップ予選           |
| 40. | 1997年08月13日 | 大阪府         | 長居陸上競技場                             | ブラジル         | ●0-3        | 加茂周   | 国際親善試合                 |
| 41. | 1997年09月07日 | 東京都         | 国立霞ヶ丘競技場陸上競技場                 | ウズベキスタン   | ○6-3        | 加茂周   | ワールドカップ予選           |
| 42. | 1997年09月19日 | アブダビ       |                                            | アラブ首長国連邦 | △0-0        | 加茂周   | ワールドカップ予選           |
| 43. | 1997年09月28日 | 東京都         | 国立霞ヶ丘競技場陸上競技場                 | 韓国             | ●1-2        | 加茂周   | ワールドカップ予選           |
| 44. | 1997年10月04日 | アルマトイ     |                                            | カザフスタン     | △1-1        | 加茂周   | ワールドカップ予選           |
| 45. | 1997年10月11日 | タシケント     |                                            | ウズベキスタン   | △1-1        | 岡田武史 | ワールドカップ予選           |
| 46. | 1997年10月26日 | 東京都         | 国立霞ヶ丘競技場陸上競技場                 | アラブ首長国連邦 | △1-1        | 岡田武史 | ワールドカップ予選           |
| 47. | 1997年11月01日 | ソウル         |                                            | 韓国             | ○2-0        | 岡田武史 | ワールドカップ予選           |
| 48. | 1997年11月08日 | 東京都         | 国立霞ヶ丘競技場陸上競技場                 | カザフスタン     | ○5-1        | 岡田武史 | ワールドカップ予選           |
| 49. | 1997年11月16日 | ジョホールバル |                                            | イラン           | ○3-2(延長V) | 岡田武史 | ワールドカップ予選           |
| 50. | 1998年02月15日 | アデレード     |                                            | オーストラリア   | ○3-0        | 岡田武史 | 国際親善試合                 |
| 51. | 1998年03月07日 | 東京都         | 国立霞ヶ丘競技場陸上競技場                 | 中華人民共和国   | ●0-2        | 岡田武史 | ダイナスティカップ           |
| 52. | 1998年04月01日 | ソウル         |                                            | 韓国             | ●1-2        | 岡田武史 | ワールドカップ記念試合       |
| 53. | 1998年05月17日 | 東京都         | 国立霞ヶ丘競技場陸上競技場                 | パラグアイ       | △1-1        | 岡田武史 | キリンカップ                 |
| 54. | 1998年05月24日 | 神奈川県       | 横浜国際総合競技場                         | チェコ           | △0-0        | 岡田武史 | キリンカップ                 |
| 55. | 1998年06月03日 | ローザンヌ     |                                            | ユーゴスラビア   | ●0-1        | 岡田武史 | 国際親善試合                 |
| 56. | 1998年06月14日 | トゥールーズ   |                                            | アルゼンチン     | ●0-1        | 岡田武史 | ワールドカップ               |
| 57. | 1998年06月20日 | ナント         |                                            | クロアチア       | ●0-1        | 岡田武史 | ワールドカップ               |
| 58. | 1998年06月26日 | リヨン         |                                            | ジャマイカ       | ●1-2        | 岡田武史 | ワールドカップ               |

### 得点
| # | 開催日         | 開催地       | 会場                       | 相手           | 結果        | 大会                 |
| - | -------------- | ------------ | -------------------------- | -------------- | ----------- | -------------------- |
| 1 | 1995年02月26日 | 香港         |                            | 韓国           | △2-2(PK5-3) | ダイナスティカップ   |
| 2 | 1996年02月10日 | ウォロンゴン |                            | オーストラリア | ○4-1        | 国際親善試合         |
| 3 | 1996年02月19日 | 香港         |                            | ポーランド     | ○5-0        | カールスバーグカップ |
| 4 | 1997年09月28日 | 東京都       | 国立霞ヶ丘競技場陸上競技場 | 韓国           | ●1-2        | ワールドカップ予選   |

## 指導歴
- 2012年 - 2014年 横浜FC 監督
- 2015年6月 - 同年11月 Jリーグ・アンダー22選抜 コーチ
- 2018年 - 名古屋グランパス
  - 2018年 - 2019年 アカデミーダイレクター[12]
  - 2020年 執行役員フットボール統括
  - 2021年 - 執行役員ゼネラルマネージャー

## 監督成績
| 年度 | クラブ | 所属 | リーグ戦 | リーグ戦 | リーグ戦 | リーグ戦 | リーグ戦 | リーグ戦 | カップ戦   | カップ戦 |
| 年度 | クラブ | 所属 | 順位     | 勝点     | 試合     | 勝       | 分       | 敗       | ナビスコ杯 | 天皇杯   |
| ---- | ------ | ---- | -------- | -------- | -------- | -------- | -------- | -------- | ---------- | -------- |
| 2012 | 横浜FC | J2   | 4位      | 71       | 38       | 22       | 5        | 11       | -          | 3回戦    |
| 2013 | 横浜FC | J2   | 11位     | 58       | 42       | 15       | 13       | 14       | -          | 2回戦    |
| 2014 | 横浜FC | J2   | 11位     | 55       | 42       | 14       | 13       | 15       | -          | 2回戦    |

- 2012年は第5節から指揮。

## 受賞歴

### 大学
- 1988年 MVP（関西選抜vs関東選抜）

### Jリーグ
- 1996年 Jリーグベストイレブン
- 1997年 Jリーグベストイレブン
- 1998年 Jリーグオールスターサッカー
- 1999年 Jリーグ優秀選手賞
- 2004年 Jリーグオールスターサッカー
- 2008年 Jリーグ功労選手賞

## 著書
- 『横浜フリューゲルス消滅の軌跡―キャプテン山口素弘が語るチーム消滅と天皇杯優勝までのドラマ』日本文芸社刊

## テレビ出演
- すぽると!（フジテレビ）土曜日のJリーグコーナー担当
- Foot!（J SPORTS）不定期ゲスト
- ヤマザキナビスコカップ（フジテレビワンツーネクスト）解説
- ブンデスリーガ（フジテレビNEXT）解説
- UEFAチャンピオンズリーグ（スカパー!）解説
- プレミアリーグ・バルサTV（J SPORTS）解説
- Jリーグ・名古屋グランパスホーム戦中継（東海テレビ）解説 ※初出演は2009年7月5日深夜に録画放送されたガンバ大阪戦